# Anohni
Anohni (narozená jako Antony Hegarty, * 1971) je anglická transgender zpěvačka a skladatelka, vizuální artistka, známá jako vedoucí zpěvačka skupiny Antony and the Johnsons, dříve užívala jméno „Antony“. Od vydání alba sólového alba Hopelessness v roce 2016 používá umělecké jméno Anohni.

## Rané roky
Narodila se ve městě Chichester (West Sussex, Spojené království). V roce 1977 se s rodinou přestěhovala do Amsterdamu a v roce 1981 do San Franciska. V době dospívání ji ovlivnil britský synth pop – zvláště emotivní zpěváci jako Marc Almond, Alison Moyet a Boy George. Mezi další umělce, kteří ovlivnili její tvorbu, patří: Diamanda Galas, Rozz Williams, Divine a Klaus Nomi a američtí umělci jako Nina Simone, Otis Redding a Donna Hathaway.
V roce 1990 se Anohni přestěhovala na Manhattan a navštěvovala Experimental Theatre Wing na New York University. Založila soubor Blacklips spolu s kreativní partnerkou Johannou Constantine. Začali hrou The Scarlet Letter od Antonyho, premiéra byla 12. října 1992. Poslední hra 13 Ways to Die byla uvedena poprvé a naposledy 13. března 1995. Během představení zazněly písně „Cripple and the Starfish“, „Blue Angel“ a „Hitler in My Heart“. Dalších několik let Antony zpívala v newyorských barech a klubech sama s doprovodem předem nahraných kazet. Věnovala se tak psaní a režírování divadelních her pro pozdní noc.

## Antony and the Johnsons
V roce 1996 získala Anohni grant od New York Foundation for the Arts pro realizaci představení The Birth of Anne Frank/The Ascension of Marsha P. Johnson v neziskové organizaci pro moderní umění Performance Space 122. Anohni s doprovodem vybraných hudebníků nahrála ve studiu některé ze svých písní. V roce 1997 vystoupila skupina pod jménem Antony and the Johnsons poprvé v The Kitchen, části představení avantgardního skladatele Williama Basinskiho Life on Mars. V roce 1999 skupina začala vystupovat pravidelně a častěji na akcích, například Joe's Pub a Knitting Factory v New Yorku.
Britský experimentální hudebník David Tibet z hudební skupiny Current 93 slyšel nahrávky a nabídl skupině, že mohou u jeho nahrávacího studia Durtro vydat hudební album; debutové album Antony and the Johnsons vyšlo v roce 2000. V roce 2001 Antony vydala další EP u společnosti Durtro, I Fell in Love with a Dead Boy, spolupracovali David Lynch/Angelo Badalamenti.
Na albu z roku 2005 I Am a Bird Now účinkovali hosté jako Lou Reed, Boy George, Rufus Wainwright a Devendra Banhart. Album vyšlo v Severní Americe u Secretly Canadian Records a v Evropě u Rough Trade. Získalo ocenění a Antony s ním vyhrála prestižní britskou cenu Mercury Prize. Album také bylo nominováno na album roku časopisem Mojo. Skupina připravila na podporu alba turné, cestovala po Severní Americe, Evropě, Austrálii a částech Jižní Ameriky. Píseň „Bird Gerhl“ vyšla na soundtracku k filmu V for Vendetta.
Skupina Antony and the Johnsons spolupracovala také s experimentálním režisérem Charlesem Atlasem, připravili představení TURNING v listopadu 2006 v Římě, Londýně, Paříži, Madridu a Braze. Koncert zahrnoval živá videa s portréty několika tajemných žen z New Yorku. Ian Gittins z časopisu The Guardian popsal představení jako „křehké, pozitivně se stavějící k životu a upřímně krásné“. Le Monde, pařížský časopis, uvítal TURNING jako „Koncertní manifest transexuálů“.
Další EP album s pěti písněmi od skupiny Antony and the Johnsons Another World bylo vydáno 7. října 2008. Na obalu je fotografie japonského butoh umělce Kazuo Ohno od Pierre-Oliviera Deschamps z roku 1984.
Třetí album skupiny, The Crying Light, bylo vydáno 19. ledna 2009. Na obalu je opět fotografie japonského butoh tanečníka Kazuo Ohno z roku 1977 od Naoya Ikegami. Album je tomuto umělci věnováno. Album se vyšplhalo na první pozici v European Billboard charts. Anohni se vyjádřila k obsahu alba tak, že zpívá o „smutné budoucnosti země“. "Ústředními tématy The Crying light je smrt a přírodní krásy. V úvodní Her Eyes Are Underneath The Ground oplakává mrtvou matku, zatímco v Another World se pouští do dojemné eulogie umírající Země…... „Potřebuji jiný svět, tento je již skoro pryč. Bude mi scházet vítr, jež mne tak dlouho líbal“. Surreálné obrazy plné květin a sněhu v písních snad odkazují na pomíjivost krásy a spravedlnost přírody, v níž všechno živé musí jednou zemřít". Album namixoval Bryce Goggin a obsahuje aranžmá Nico Muhly. Kritička Ann Powers napsala o The Crying Light do LA Times online: „Významné vyjádření k stavu přírody, vytvořil nečekané pouto mezi queer kulturou a hnutím zelených. Hudba je nádherná – umírněnější a sdělující, že cokoliv Antony and the Johnsons udělali určitě zůstane v mysli posluchačů.“
Při turné v Severní Americe a Evropě na podporu nového alba bylo připraveno unikátní jevištní provedení alba The Crying Light spolu s britským komorním orchestrem Manchester Camerata v Manchester Opera House na Manchester International Festival. Koncertní hala měla vzhled křištálové jeskyně s laserovými efekty, které připravil umělec Chris Levine. Antony and the Johnsons koncertovali s dalšími symfonickými orchestry v létě roku 2009: Opera Orchestra of Lyon, The Metropole Orchestra, Roma Sinfonietta a The Montreux Jazz Festival Orchestra. Pro Salle Playel v Paříži navrhl Antonyin kostým pro jeviště Riccardo Tisci z Givenchy.
EP Thank Your for Your Love zahrnuje pět písní a je předvojem studiového alba Swanlights, které je připraveno na říjen 2010, vidoeklip k písni „Thank You for Your Love“ ukazuje archivní záběry Antony z dob kolem roku 1991, kdy poprvé přijela do New Yorku, natočené na klasický filmový materiál (Super 8 mm film). Zachycuje zpěvačku jako dvacetiletého mladíka a také jako ženu. Vkusný a z větší části černobíle zpracovaný klip sestříhal David Boatman a svou barevností, nebo respektive nebarevností se stylově doplňuje s obalem EP Thank You for Your Love, na kterém najdete kromě titulní písně, dvou béček a tohoto klipu například i předělávky „Imagine“ Johna Lennona či „Pressing On“ Boba Dylana.

## Hudební spolupráce
Anohni kromě účinkování ve skupině Antony and the Johnsons spolupracovala s mnoha hudebníky různých žánrů.
V roce 2003 začala spolupráce s Lou Reedem: spolupracovala jako vokalistka v turné Animal Serenade, na albu The Raven nazpívala Anohni pozadí (s Sharon Jones a dětským sborem), účastnila se živých představení, zpívala s Lou Reedem píseň „Candy“ a „Just a Perfect Day“. V roce 2006 spolupracovala při nahrávání s islandskou hudebnicí Björk. Písně „The Dull Flame of Desire“ a „My Juvenile“ jsou součástí alba Volta. S Björk také zpívala duet na několika koncertech v Londýně, Reykjavíku a New Yorku. Znovu spolupracují v roce 2015, kdy Anohni zpívá společně s Björk v písni "Atom dance" na desce Vulnicura.
V roce 2008 Anohni účinkovala s pěti písněmi na eponymním albu skupiny Hercules and Love Affair, nejvíce se proslavila píseň „Blind“, kterou Pitchfork Media zvolili za nejlepší píseň roku 2008 a dosáhla druhého místa v žebříčku deseti nejlepších singlů roku 2008 v časopisu Entertainment Weekly.
Také odehrála koncert s Londýnským symfonickým orchestrem v Barbicanu v Londýn. Warren Howard z britského časopisu The Independent napsal: Dvě večerní představení s Londýnským symfonickým orchestrem mohou pro Hegarty představovat zasloužený vrchol umělecké spolupráce. Je to drtivý, úchvatný večer, který v rukou někoho jiného může působit už samolibě, ale místo toho, díky její skromnosti a vrozenému citu pro interpretaci, je příjemným překvapením.
Anohni spolupracovala s Bernardem Butlerem, původně z rockové skupiny Suede, na několika akustických sezeních pro XFM. Účinkovala také s Yoko Ono a skupinou Plastic Ono Band na Ornette Coleman's Meltdown v Royal Festival Hall v Londýně 14. června 2009, zpívala píseň Yoko Ono „Toy Boat“ z alba Season of Glass.
V roce 2010 spolupracovala na písni „Returnal“ skupiny Oneohtrix Point Never. Rovněž zpívala duet s Elisou v písni „Forgiveness“ a podílela se na skladbě „Another Day in America“ z alba Homeland hudebnice Laurie Anderson. Roku 2011 spolupracovala se skupinou MEN na písni „Who Am I To Feel So Free“ z alba Talk About Body. Dále se podílela na opeře The Life and Death of Marina Abramović režiséra Roberta Wilsona. Spolupracovala na krátkém filmu Christina's Farm natočeném speciálně pro Biennale di Venezia 2011, režie Milica Zec.

## Film a televize
- Film režiséra Stevea Buscemiho Animal Factory[20] (2000)- píseň Rapture
- Ve francouzském filmu Wild Side (2004) - píseň „I Fell in Love With a Dead Boy“
- Ve filmu Leonard Cohen: I'm Your Man[21] (2005) - píseň „If It Be Your Will“
- Ve filmu The Secret Life of Words (2005) - píseň „Hope There's Someone“
- Ve filmu V for Vendetta[6] (2006)- píseň „Bird Gerhl“
- V epizodě Random Shoes seriálu Torchwood (2006)- píseň „Hope There's Someone“
- V epizodě The He and th She seriálu Sběratelé kostí[22] (2008) - píseň „River of Sorrow“
- Vizuální produkce Fleurs 2, hudebník Franco Battiato (Universal, November 2008) - Del suo veloce volo
- Ve filmu I'm Not There[23] (2007) - píseň „Knocking on Heaven's Door“
- V závěrečné sekvenci epizody v první sezóně kriminálního dramatu Saving Grace[24] - píseň „Hope There's Someone“

## Jiné projekty
- V červenci 2008 Anohni debutovala s výstavou obrazů v Brussels exhibition pod vedením kurátora Jerome Sanse.[25]
- V samostatných výstavách pokračovala v Galerii Isis v Londýně [25] a Accademia Albertina v italském Turíně.
- V dubnu 2009 se Anohni se stala kurátorkou výstavy 6 Eyes u Agnes B., Galerie Du Jour in Paris..Na této výstavě Antony zdůraznila spojení mezi její vlastní prací a prací umělců Petera Hujara, Kiki Smith, Barbary Cummard, Alice O'Malley, Jamese Elaine a Williama Basinski.
- V roce 2007 Anohni vytvořila původní soundtrack k videu Nicka Knighta návrháře Husseina Chalayana.[26]
- Spolupracovala s italskou módní firmou Prada, pro jejíž kampaň napsala píseň The Great White Ocean
- V roce 2009 se Anohni objevila jako múza Riccarda Tisci a Givenchy v časopisech Dazed & Confused a L'Uomo Vogue.
- 26. ledna 2012 vystoupila v Museum of Modern Art (New York), představení mělo název "Swanlights", spolupracovala s laserovým umělcem Chris Levinem a scénografem Carl Robertshawem. New York Times zveřejnil příští den článek s názvem "Cries From the Heart, Crashing Like Waves", (Pláče od srdce, burácí jako vlny).[27]

## Anohni v Česku
- 13. července 2012, Festival Colours of Ostrava - Antony And The Johnsons vystoupili poprvé v České republice s Janáčkovou filharmonií [28]

## Diskografie
S Antony and the Johnsons
- Antony and the Johnsons (2000)
- I Am a Bird Now (2005)
- The Crying Light (2009)
- Swanlights (2010)

Jako Anohni
- Hopelessness (2016)
- Paradise EP (2017)